# 川澄綾子のBest Communication
| 川澄綾子のBest Communication |                                                         |
|                              |                                                         |
| 愛称                         | ベスコミ                                                |
| 放送局                       | コミュニケーション・サーカス （NTTコムウェア）          |
| スタジオ                     | -                                                       |
| 放送期間                     | 2001年1月10日 - 12月26日                                |
| 放送形式                     | インターネットテレビ、生放送                            |
| 放送時間                     | 毎週水曜日(70分)                                        |
| 放送回数                     | 全51回                                                  |
| 出演者                       | 川澄綾子（パーソナリティー） 能登麻美子（アシスタント） |
| その他                       | -                                                       |

『川澄綾子のBest Communication （かわすみあやこ の ベスト コミュニケーション）』は、2001年1月10日から12月26日に放送されたインターネットテレビ番組。パーソナリティは声優の川澄綾子であり、彼女の冠番組である。またアシスタントは川澄の後輩声優の能登麻美子。愛称・略称は「ベスコミ」。

## 概要
『インターネット博覧会（インパク inpaku）』の企画コンテンツとして放送を開始。ちなみに本番組以外にも『釘宮理恵のSister Communication』や『山本麻里安のPure Communication』などがある。
2001年12月31日に『インターネット博覧会』の終了に伴い、本番組も同年12月26日で放送を終了した。
出演者
川澄綾子（メインパーソナリティー）
テレビカメラに不慣れなお姉さん。
能登麻美子（アシスタント）
天然ボケのかわいいアシスタント。
番組キャラクター
カマエル（年齢3歳）

## コーナー
ゲストコーナー
川澄綾子がゲストとトークするコーナー、ほぼ毎週行うコーナーである。
お姉さん、こんにちは
大きなお友だちから寄せられたメールを「カマエル」が演出し、綾子お姉さん（川澄）が読んで紹介するコーナー。
読み変えれ、恋歌
視聴者から寄せられた「上の句」に、川澄と能登が「下の句」を付けて読むコーナー。ちなみにアシスタントの能登は、指を折り数えながら「下の句」を読んでいた。
萌えちゃんの部屋
姉のモエ（川澄）と妹のモエモエ（能登）が、ダジャレ交じりの妄想メールを朗読するコーナー。
なお、このコーナーでは2人ともコスプレをしているため、パーソナリティの川澄綾子に「見ても笑わないでほしい。だけど、それも辛いので笑ってください。」と言わしめた。
マンガだよ人生は
斉藤Kがオススメするマンガを紹介して、川澄綾子といろんな話をするコーナー。
ちょっと、チャットルーム
チャットに寄せられた番組への感想を紹介するコーナー。
わたしの気分
川澄綾子のその時の気分を即興で歌にして、キーボードを弾きながら歌うという大胆なコーナー。

## エピソード
- 第1回の放送は、テレビ（動画）の出演が不慣れということで、「インパク（インターネット博覧会）」についての説明がされたが、「博覧会」という言葉を能登麻美子が知らなかったので、「大阪万博」を引き合いにしたが、川澄・能登ともに生まれていなかったため、ほとんど例えにならなかった。
- 番組のコーナーにコスプレをするものがあるが、川澄にとっては初めての体験だったという。
- この番組でパーソナリティーを務めた川澄と能登は、その後も「名コンビ」として一緒に活動することが多い。
- 番組は大好評のうちに終了し、当時、「インターネット博覧会」の発案者であり、経済企画庁長官を務めていた堺屋太一から表彰を受けた程である。
- 第29回でゲストに来た岩田光央に川澄は下ネタとなる発言の自主規制を促すも、台本や打ち合わせでそういった言葉が例として使われていたため、下ネタということを知らない能登が発言してしまった場面があった。

## ゲスト
- 第1回・第2回 - ドン・マッコウ（番組ディレクター）
- 第4回(2001年1月31日) - 三木眞一郎
- 第13回(2001年4月4日) - 横山智佐
- 第14回(2001年4月11日) - 遠近孝一
- 第15回(2001年4月18日) - 夏樹リオ
- 第16回(2001年4月25日) - 川上とも子
- 第17回(2001年5月2日) - 真田アサミ
- 第18回(2001年5月9日) - 山本麻里安
- 第19回(2001年5月16日) - 保志総一朗
- 第20回(2001年5月23日) - 池澤春菜
- 第22回(2001年6月6日) - かかずゆみ
- 第23回(2001年6月13日) - 小林由美子
- 第24回(2001年6月20日) - 柚木涼香
- 第25回(2001年6月27日) - 鈴木千尋
- 第26回(2001年7月4日) - 森訓久
- 第27回(2001年7月11日) - 雪乃五月
- 第28回(2001年7月18日) - 渡洋史
- 第29回(2001年7月25日) - 岩田光央
- 第31回(2001年8月8日) - 飯塚雅弓
- 第32回(2001年8月15日) - 櫻井孝宏
- 第33回(2001年8月22日) - 堀内賢雄
- 第34回(2001年8月29日) - 今井由香
- 第35回(2001年9月5日) - 清水香里
- 第36回(2001年9月12日) - 間宮くるみ
- 第37回(2001年9月19日) - 松風雅也
- 第38回(2001年9月26日) - 高田由美
- 第39回(2001年10月3日) - 速水奨
- 第40回(2001年10月10日) - 斎賀みつき
- 第41回(2001年10月17日) - 瀧本富士子
- 第42回(2001年10月24日) - 望月久代
- 第43回(2001年10月31日) - 野田順子
- 第44回(2001年11月7日) - 千葉進歩
- 第45回(2001年11月14日) - 水野愛日
- 第46回(2001年11月21日) - 浅野真澄
- 第47回(2001年11月28日) - 菊池由美
- 第48回(2001年12月5日) - 長沢美樹
- 第49回(2001年12月12日) - 関智一、草尾毅
- 第50回(2001年12月19日) - 杉田智和